# Pegasus
Pegasus (tiếng Hy Lạp cổ đại: Πήγασος, Pegasos; Latin: Pegasus) là một trong những sinh vật nổi tiếng nhất trong thần thoại Hy Lạp.
Pegasus là một thiên mã, con ngựa thần có cánh như chim đại bàng, lông trắng muốt, là con của thần biển Poseidon và Medusa.. Sau khi giúp đỡ người anh hùng Bellerophon đánh bại quái vật Chimera, thần Zeus biến Pegasus thành một chòm sao trên bầu trời. Nó là một trong những sinh vật thần thoại nổi tiếng ở phương Tây và xuất hiện nhiều trong các bức tranh, thơ ca, sách báo và phim ảnh.